# Caota (köpinghuvudort i Kina, Zhejiang Sheng, lat 29,68, long 120,13)
Caota (kinesiska: 草塔, 草塔镇) är en köpinghuvudort i Kina. Den ligger i provinsen Zhejiang, i den östra delen av landet, omkring 63 kilometer söder om provinshuvudstaden Hangzhou. Antalet invånare är 54 323. Befolkningen består av 27 768 kvinnor och 26 555 män. Barn under 15 år utgör 11,0 %, vuxna 15-64 år 79 %, och äldre över 65 år 9,0 %.
Runt Caota är det tätbefolkat, med 442 invånare per kvadratkilometer. Närmaste större samhälle är Zhuji, 11,2 km öster om Caota. Trakten runt Caota består till största delen av jordbruksmark.
Genomsnittlig årsnederbörd är 2 020 millimeter. Den regnigaste månaden är juni, med i genomsnitt 365 mm nederbörd, och den torraste är januari, med 79 mm nederbörd.